# García
García es un apellido patronímico del nombre de pila homónimo García, muy extendido por la península ibérica (en particular en España y Andorra, donde es el apellido más frecuente), en donde se originó, así como por las Filipinas e Iberoamérica. La abreviatura convencional y aceptada es «G.ª». En portugués y catalán Garcia carece de tilde y se da, aunque con menor frecuencia, en Portugal y en Brasil.

## Hipótesis sobre el origen del apellido
Según el filólogo e historiador Alberto Montaner Frutos, García es un antropónimo muy antiguo, de origen prerromano, «posiblemente íbero-aquitano, cuyo étimo se ha considerado afín al vascuence (h)artz ‘oso’, que en su versión determinada es (h)artzea y cuya forma antigua habría sido kartzea».
Ramón Menéndez Pidal y Antonio Tovar también concuerdan que el origen de este apellido es hartz, o sea, «oso». Alfonso Irigoyen opina que la etimología viene de la palabra gaztea, que quiere decir «joven», aunque Montaner Frutos discrepa porque es «fonéticamente inviable».

## Variaciones
Las principales son, alfabéticamente, las siguientes:
El apellido tiene numerosos compuestos como los apellidos compuestos alaveses: García de Vicuña, García de Madinabeitia, García de Zúñiga, García Orobio o García de Guinea; aunque también hay compuestos de origen castellano como: García de Barbón, García de Burunda, García Zapien, García de Camargo, García de la Lama, García de Quesada, García de la Vega, García de León, García Yáñez, García de Vinuesa, García San Miguel, García Sañudo, García Salgado, García de Olmos o García Huidobro.

## Distribución
El apellido se encuentra extensamente difundido por la península ibérica (en España y Andorra en particular), Iberoamérica y Filipinas, siendo en este último país el segundo apellido más popular. Se repite menos en Francia, aunque tiene cierta presencia debido principalmente a la emigración española a esa país durante el segundo tercio del siglo XX.
Según datos de 2021 del INE, es el apellido más común en España, lo llevan como primer apellido 1 455 085 de personas, como segundo apellido 1 474 331 de personas y como ambos apellidos 77 030 personas. Es un apellido común en todas las provincias, dándose la mayor frecuencia en las provincias de Salamanca (6,113 %), Asturias (6,084 %), León (5,54 %), Albacete (5,416 %) y Ávila (5,246 %).

## Escudo de armas
Debido a los distintos linajes de García, no existe un único escudo de armas y hay variaciones muy diferenciadas.

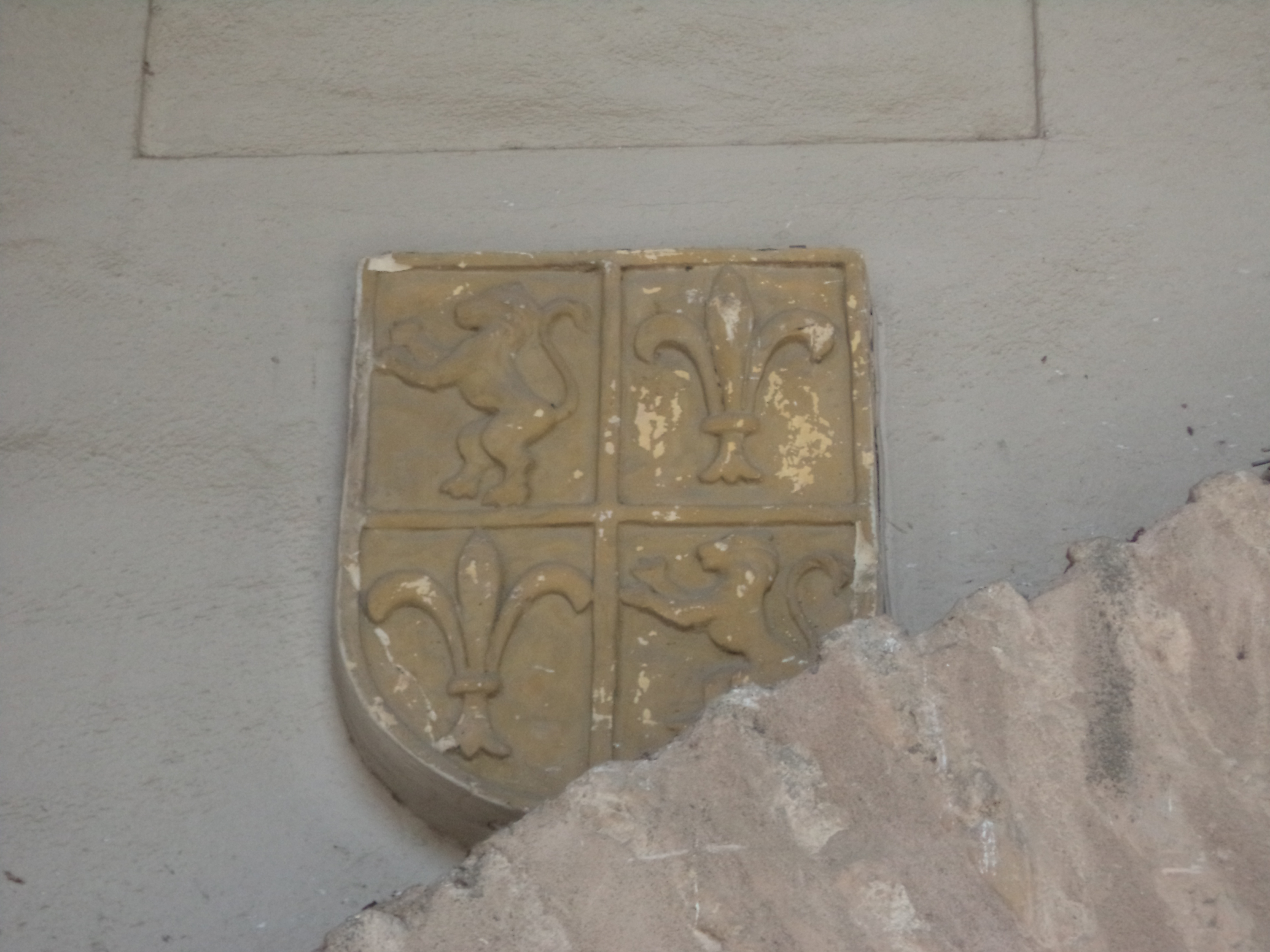
Escudo de una rama leonesa del apellido García en una galería del Patio de los Naranjos de la Catedral de Sevilla.

En Galicia, Asturias y Burgos:

En campo de plata una garza de sable con el pecho rajado. Bordura de gules con el lema en letras de oro: «De García arriba nadie diga».

|  |
|  |

|  |
|  |

|  |
|  |

|  |
|  |

|  |
|  |

## Linajes e historia
Como todos los apellidos patronímicos comunes, no tiene un único origen. El nombre de García era común en la Edad Media.
En Navarra (rama navarra) según Ramón Menéndez Pidal, el apellido ya se utilizó en 789 y 791.
El nombre de Garsea es repetido en sus versiones femenina y masculina, como Garseand y Garsinde, en las familias emparentadas con la familia ducal de Vasconia, siendo entre los primeros en llevarlo un hermano de Sancho I de Gascuña, ambos hijos del duque Lupo II. También la lista de los reyes navarros se inicia con García Íñiguez de Pamplona, hijo de Íñigo Arista.
Parece ser que la rama de Aragón desciende de García-Jiménez, rey de Sobrarbe. Otros investigadores la hacen descender de los reyes de Navarra, señalando a Fortún García, ascendiente de Monfós García, que participó en la conquista de Valencia. 
Tres hermanos García, héroes de la defensa de León, son considerados como progenitores de muchas de las familias García que fueron extendiéndose en la península.
Los García de Andalucía y Extremadura, con casas en Sevilla y Granada, descienden de los García de origen castellano.
En el siglo XIII, Sancho García acompañó al rey Jaime I en la Conquista de Mallorca y recibió, en compensación, diversas tierras iniciando el linaje de los García en las islas y también en tierras valencianas. Arnaldo García, en 1521, prestó todo su oro y plata para atender a las necesidades de la isla. Por pertenecer a la clase noble, fue muy perseguido por los comuneros. El doctor Juan García sirvió al emperador Carlos V en la pacificación de la Isla de Menorca, durante las comunidades. Del apellido García hubo varias casas en Mallorca. En la villa de Campos existe otra casa de este linaje, a la que perteneció Pedro García, capitán de infantería.
El apellido García fue frecuente entre los conquistadores de América, pero incluso antes del descubrimiento, un García tuvo mucho que ver con aquel hecho. El médico de Palos, García Hernández, frecuentaba el Monasterio de la Rábida donde se reunía con personas amantes de la navegación, como Pedro Vázquez de la Frontera, el piloto Sebastián Martín y los hermanos Pinzón. Este médico proporcionó a Colón cartas de recomendación para el duque de Medinaceli. Una vez descubierto el continente, entre los primeros que emprendieron la conquista se encuentra Diego García de Paredes. Apenas llegó al Perú se alistó con Francisco de Pizarro y Diego de Almagro. Finalizada la conquista del Perú pasó a Venezuela, fundando la ciudad de Trujillo. Alonso García Bravo fue el constructor de la ciudad de México después de ser conquistado por Hernán Cortés.
Hay algunas ramas de García que descienden de manera directa del linaje de los primeros patronímicos derivados de los García Álvarez de Toledo, como son las familias García de Zúñiga y García Yáñez por ejemplo.